# Oldřich Bříza
Oldřich Bříza (* 6. října 1932 Lenartov) je bývalý československý fotbalista, později trenér a funkcionář. Je ženatý (manželka Anna) a otcem dvou dětí (Oldřich a Henrieta).

## Hráčská kariéra
Narodil se na Slovensku v Lenartově (okres Bardejov), kde tehdy pracoval jeho otec. Když mu byli čtyři roky, jeho rodiče a čtyři bratři se odstěhovali do Chebu.
S fotbalem začínal v Čáslavi, dále hrál za Poděbrady, TŠ Praha, PDA Hron Levice (základní vojenská služba), Slovan Nové Zámky a Baník Prievidza. V Prievidzi ukončil hráčskou kariéru a začal zde jako trenér.
V roce 1952 reprezentoval ČSR na akademických MS ve fotbale v Bukurešti, kde Československo získalo zlaté medaile.

## Trenérská kariéra
V československé lize trénoval v letech 1977–1979 Duklu Banská Bystrica. Ve druhé nejvyšší soutěži působil i v TTS Trenčín a Baníku Prievidza.
S trénováním začal v roce 1963 v Baníku Prievidza. Vedl také Humenné, Detvu, Jednotu Trenčín, Podbrezovou, Rimavskou Sobotu, Dubnicu nad Váhom, Duklu Banská Bystrica, Nitrianske Pravno, Sebedražie, Diviaky nad Nitricou, Hradec (část Prievidze) a Nedožery-Brezany.